# Martel (missile)

Il Martel è un missile anglo-francese aria-superficie per l'attacco prevalente - ma non esclusivo, almeno per la versione radar - contro unità navali. Il nome deriva da una contrazione di Missile, Anti-Radiation, Television, in riferimento ai tipo di testata di guida. Infatti siccome non vi era una apparecchiatura radar di guida abbastanza piccola per essere usata da un missile tattico, venne usata una testata di guida televisiva o radar passiva. Sono state sviluppate due varianti, il missile antiradar a radar passivo AS.37, e il missile antinave a guida televisiva AJ 168. In servizio dagli anni sessanta agli anni ottanta, è stato poi sostituito dai suoi derivati ARMAT e Sea Eagle.

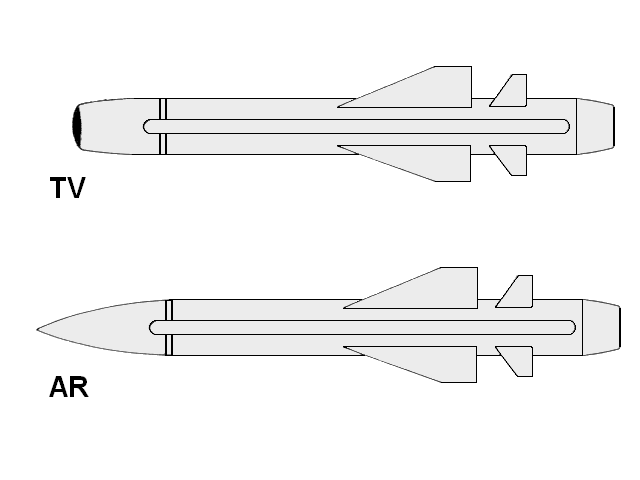
AJ 168 Martel nelle due versioni AR (anti radar) e TV (guida televisiva).

I velivoli che hanno utilizzato questi missile sono stati gli aerei d'attacco Blackburn Buccaneer, l'aereo da attacco al suolo SEPECAT Jaguar, il caccia multiruolo Dassault Mirage III, e l'aereo da pattugliamento marittimo Hawker Siddeley Nimrod. Il Martel era adatto ad attacchi antinave grazie alla sua lunga gittata e alla pesante testata. Non vi era, al tempo, un missile che montasse un piccolo radar come l'AGM-84 Harpoon con un sistema radar attivo, perciò l'unica soluzione possibile fu optare per un sensore video o antiradar.
Con una relativamente lunga gittata, un carico pesante e una velocità subsonica, questo missile si avvicina di più a sistemi a missili antinave come l'Exocet o l'AS.34 Kormoran che a un missile antiradar. Il Martel pesa tre volte di più rispetto al missile antiradar AGM-45 Shrike, con metà della velocità ma una considerevolmente maggior gittata e potenza esplosiva.
Fu possibile adattare il Martel di modo che potesse essere utilizzato contro radar operanti su diverse lunghezze d'onda. Fu un miglioramento rispetto ai precedenti  missili antiradar AGM-78 Standard ARM, che avevano solamente l'alloggiamento per un sensore a banda di frequenza stretta. Tuttavia, il sensore antiradar era selezionabile solamente al suolo e non in volo, per cui prima del decollo era necessario sapere che tipologia di radar si sarebbe andati a colpire.
Il Regno Unito ha utilizzato entrambe le tipologie di missile Martel, mentre la Francia solamente la variante equipaggiata di radar. La fusoliera del Martel costituisce la base per il missile antinave BAe Sea Eagle con un turbogetto per migliorare la gittata, mentre i francesi utilizzarono il Martel per sviluppare l'ARMAT, un avanzato missile antiradar sviluppato negli anni '80. Per le funzionalità antiradar, la Royal Air Force (RAF) adottò un missile completamente nuovo e molto più piccolo, ovvero l'ALARM.

## Utilizzatori

### Paesi attualmente utilizzatori
- Egitto: utilizzato dall'Aeronautica militare egiziana (Egyptian Air Force, EAF);
- India: utilizzato dall'Aeronautica militare indiana (Indian Air Force, IAF).

### Paesi ex-utilizzatori
- Francia: precedentemente utilizzato dall'Aeronautica militare francese (Armée de l'Air, ALA)
- Iraq: precedentemente utilizzato dall'Aeronautica militare irachena (Iraqi Air Force, IAF)
- Regno Unito: precedentemente utilizzato dall'Aeronautica militare britannica (Royal Air Force, RAF)